# Marietta Deculescu
Marietta Deculescu, pe numele real Maria Deculescu Dristorian, menționată uneori Marieta Deculescu, (n. 23 ianuarie 1909 – d. 7 martie 1997) a fost o actriță română de teatru, care a fost distinsă cu titlul de artist emerit.
A activat la Teatrul National „I. L. Caragiale” din București.

## Distincții
- Ordinul „Meritul Cultural” în gradul de Medalie cl. I, pentru teatru (1 februarie 1943)[1]
- Medalia Muncii (23 ianuarie 1953) „pentru merite deosebite, pentru realizări valoroase în artă și pentru activitate merituoasă”[2]
- titlul de Artist emerit al Republicii Populare Romîne (3 noiembrie 1956) „pentru merite deosebite în activitatea artistică”[3]
- Ordinul „Meritul Cultural” clasa a III-a (6 noiembrie 1967) „pentru merite deosebite în domeniul artei dramatice”[4]